# Erich Denecke
Erich Denecke (* 18. Oktober 1885 in Dresden; † 7. März 1963 in Darmstadt) war ein deutscher Generalleutnant im Zweiten Weltkrieg.

## Leben
Denecke trat Anfang 1904 als Freiwilliger in die Kaiserliche Marine ein. Später wechselte er in die sächsische Armee und diente 1914 als Adjutant des Kommandeurs des sächsischen Kadettenkorps, Oberstleutnant Werner von Seydlitz-Gerstenberg. Er diente im Ersten Weltkrieg und hatte unterschiedliche Stellungen in Infanterie-Einheiten, wie z. B. Kompaniechef und Stabsoffizier, inne.
In der Reichswehr und der Wehrmacht diente er in verschiedenen Verwendungen, vor allem als Stabsoffizier. 1937 war er Chef der Heeresdienststelle 2 (Deutsch-Krone) und 1938 Chef der Heeresdienststelle 6 (Regensburg). Anschließend wurde er als Nachfolger von Generalmajor Ludwig Müller Landwehr-Kommandeur Darmstadt.
Er wurde am 1. September 1939 zum Kommandeur der neu aufgestellten 246. Infanterie-Division ernannt. Am 1. Dezember 1939 zum Generalleutnant befördert. Am 13. Dezember 1941 wurde er durch Generalleutnant Maximilian Siry abgelöst und in die Führerreserve versetzt. Ab 29. Dezember 1941 war er Kommandant von Smolensk bis zum 10. Juli 1942. Ab 28. September 1942 führte er bis Februar 1945 als Kommandeur die 471. Division, einen Ersatztruppenteil im Wehrkreis XI in Hannover. Diese Division wurde später auch Infanterie-Division Denecke genannt. Anschließend kurzzeitig in der Führerreserve wurde Denecke kurz vor Kriegsende als KoRück PzAOK 3 der 3. Panzerarmee an der Ostfront eingesetzt.
Denecke kam nach der deutschen Kapitulation in britische Kriegsgefangenschaft; auch im POW Island Farm; aus der er im Oktober 1947 entlassen wurde.
Über Auszeichnungen im Zweiten Weltkrieg gibt es erstaunlicherweise keine Informationen. Im Ersten Weltkrieg wurde er mit dem Eisernen Kreuz I. und II. Klasse ausgezeichnet und wurde 1917 zum Ritter des Militär-St.-Heinrichs-Ordens ernannt.

## Werk
- Kriegstagebuch der „Gneisenau-Division“ des Wehrkreises XI (Division Denecke) – 549. Volks-Grenadier-Division, Hildesheim, 1955.